# Carinaulus sikkimensis
Carinaulus sikkimensis är en skalbaggsart som beskrevs av Vladimir Balthasar 1965. Carinaulus sikkimensis ingår i släktet Carinaulus och familjen Aphodiidae. Inga underarter finns listade.